# Adunarea Națională Constituantă
Adunarea Națională Constituantă (în franceză Assemblée nationale constituante) a fost prima adunare constituantă⁠(d) din istoria Franței. Ea a fost instituită de deputații Stării a Treia la Stările Generale din 1789, care, după Jurământul din Sala de Tenis⁠(d) și cu sprijinul unei părți a deputaților nobilimii și clerului, s-au proclamat mai întâi „Adunarea Națională” la 17 iunie 1789, apoi „Adunarea Națională Constituantă” la 9 iulie 1789.
Adunarea Națională Constituantă a guvernat țara sub un sistem de monarhie constituțională până la promulgarea Constituției din septembrie 1791⁠(d): a fost apoi înlocuită de Adunarea Națională Legislativă (septembrie 1791–august 1792).
Acești doi ani de guvernare au fost marcați de evenimente cruciale: Căderea Bastiliei la 14 iulie 1789 (președinte: Abatele Grégoire⁠(d)), noaptea de 4 august⁠(d), decretele din 4, 6, 7, 8 și 11 august 1789⁠(d), întoarcerea regelui la Paris (octombrie 1789), constituția civilă a clerului⁠(d), fuga regelui la Varennes⁠(d) (iunie 1791), masacrul de la Champ-de-Mars⁠(d) (iulie 1791).
Adunarea, traversată de conflicte între „dreapta” și „stânga” (noțiuni care aveau mai târziu să devină consacrate în politică), a fost ocazia cu care au ieșit în prim plan primii lideri ai Revoluției: Mirabeau⁠(d), Bailly, Barnave⁠(d), Robespierre, etc.

## Istorie

### De la Stările Generale (mai–iulie 1789) la Adunarea Națională Constituantă
Adunarea Națională a apărut în contextul unor tulburări politice, generate în urma convocării Adunării Stărilor Generale. Dezbaterile au fost de atunci animate de două chestiuni: cea a certificării mandatelor deputaților și cea a metodei de vot — pe stări sau pe deputați. La deschiderea lucrărilor de la Versailles, pe 5 mai 1789, Stările Generale urmau să fie compuse din 308 deputați ai clerului, 285 ai nobilimii și 621 ai stării a treia.
Pe 6 mai, starea a treia și-a luat numele de Adunarea Comunelor (în franceză Assemblée des communes) și a solicitat exercitarea votului în ședință comună a tuturor stărilor. Nobilimea și clerul au refuzat să se adune împreună cu starea a treia: Pe 11 mai, deputații nobilimii s-au întrunit într-o ședință separată. Clerul a amânat o decizie, în timp ce a starea a treia refuza orice compromis. Absența regelui a făcut să nu fie posibil vreun arbitraj.
Pe 11 iunie, abatele Sieyès, autorul cărții Ce este starea a treia?⁠(d), a depus o moțiune prin care invita nobilimea și clerul să se alăture „deputaților comunelor”. Două zile mai târziu, trei preoți din Poitou, între care Jacques Jallet⁠(d) și René Lecesve⁠(d), apoi, pe 16 iunie, alți nouăsprezece clerici, s-au alăturat Adunării Comunelor.
Pe 15 iunie, după ce Adunarea Comunelor a finalizat validarea mandatelor, Sieyès a prezentat o moțiune de constituire a Adunării Comunelor în „Adunarea reprezentanților cunoscuți și verificați ai națiunii franceze”. Mirabeau⁠(d) a propus ca Adunarea să își ia numele de „Adunarea Reprezentanților Poporului Francez”. Jean-Joseph Mounier⁠(d), susținut de Barnave⁠(d), a propus „Adunarea legitimă a reprezentanților majorității părților națiunii, acționând în absența părții minore”.
Confruntate cu lipsa de reacție din partea majorității privilegiaților, deputații stării a treia s-au constituit într-o adunare deliberativă și, considerând că reprezintă „cel puțin nouăzeci și șase de sutimi din națiune”, și-au luat numele de „Adunarea Națională”, un nume propus pe 17 iunie de deputatul Jérôme Legrand⁠(d), avocat dintr-un aprodat⁠(d) din Berry.
Constatând că Stările Generale îi scapă complet de sub control, Ludovic al XVI-lea a hotărât să le întârzie lucrările, încuind sala în care se reuneau deputații la Versailles. Pe 20 iunie 1789, în fața ușilor închise, deputatul Guillotin a propus întrunirea în sala de tenis⁠(d), în cartierul Saint-Louis⁠(d) din Versailles. 149 de reprezentanți ai clerului și doi reprezentanți ai nobilimii li s-au alăturat deputaților stării a treia, răspunzând loviturii de forță a regelui cu o adevărată lovitură de stat: deputați au jurat să nu se despartă până când nu dau Franței o constituție — jurământul din sala de tenis⁠(d). Disperat să le zdrobească rezistența, regele a invitat celelalte două stări să li se alăture (27 iunie).
Această adunare s-a proclamat, la 9 iulie 1789, Adunarea Națională Constituantă.

### Adunarea Constituantă (1789-1791)
Adunarea avea aproape 1200 de deputați și a întrunit între 9 iulie 1789 și 30 septembrie 1791, mai întâi la Versailles, apoi, după zilele de 5 și 6 octombrie 1789⁠(d) — în cursul cărora, pe de o parte, Adunarea a obținut de la rege promulgarea primelor articole ale Constituției⁠(d) și ale Declarației Drepturilor, și pe de altă parte, parizienii l-au adus pe Ludovic al XVI-lea cu familia regală înapoi la Palatul Tuileries, la Paris — în manejul Palatului Tuileries din Paris.
În rândul deputaților care se întruneau zilnic, au ajuns să se contureze trei tendințe majore, destul de fluide: monarhiștii, constituționaliștii (cei mai numeroși) și patrioții radicali, încă o minoritate foarte mică.
Dezbaterile Adunării au fost publicate de Le Moniteur universel⁠(d). După abolirea feudalismului prin decretele din 4, 6, 7, 8 și 11 august 1789⁠(d) și emiterea Declarației Drepturilor Omului și Cetățeanului din 26 august 1789, Adunarea a votat, la sfârșitul anului, principiile generale ale Constituției din 1791⁠(d) care, pe baza suveranității naționale⁠(d) și a separării puterilor în stat, organiza limitarea puterii regale și sfârșitul excluderii poporului din deciziile politice.

### Reforme
Pe lângă activitatea sa constituțională, Adunarea a înfăptuit reforme fundamentale în diferite domenii:
- administrația: uniformizare și centralizare prin crearea a 83 de departamente⁠(d);
- justiție:
  - egalitatea în fața legii;
  - desființarea parlamentelor;
  - alegerea judecătorilor;
  - confirmarea abolirii torturii (din 1780 și 1788);
  - reforma sistemului judiciar prin divizarea instanțelor administrative și a instanțelor judecătorești (Legea din 16 și 24 august 1790 privind dualitatea ordinilor jurisdicționale);
- finanțe:
  - egalitatea în fața impozitelor;
  - abolirea impozitelor indirecte;
  - asignați garantați cu proprietățile naționalizate ale clerului⁠(d);
- economie:
  - abolirea vămilor interne, a taxelor de drum;
  - abolirea corporațiilor (decretul Allarde⁠(d)) ;
  - decizii favorabile liberalismului economic.

În chestiuni religioase, Adunarea Constituantă a adoptat următoarele măsuri:
- a abolit legile restrictive împotriva protestanților;
- a acordat cetățenie evreilor;
- a abolit zeciuiala (decretul din 10 august 1789);
- a naționalizat proprietățile Bisericii (decretul din 2 noiembrie 1789⁠(d));
- a abolit jurămintele monahale⁠(d) și a ordinele călugărești regulate, cu excepția celor dedicate educației și operelor de caritate⁠(d) (decretul din 13 februarie 1790) ;
- a adoptat Constituția Civilă a Clerului⁠(d) (decretul din 12 iulie 1790);
- a impus clericilor un jurământ de credință (decretul din 27 noiembrie 1790).

Ea a votat prima Constituție între 3 și 13 septembrie 1791. Fondată pe principiul suveranității populare și al separării puterilor în stat, ea a instaurat în Franța o monarhie constituțională. Pe 13 septembrie, regele a acceptat-o.
Puterea executivă era exercitată de rege. Astfel, Ludovic al XVI-lea își putea alege miniștrii (care nu erau responsabili în fața Adunării), putea conduce politica externă și putea, în ciuda principiului separării puterilor, să promulge sau să respingă legi (drept de veto suspensiv cel puțin 4 ani). Puterea legislativă era exercitată de Adunarea unicamerală, aleasă pentru doi ani prin vot cenzitar. Ea avea drept de inițiativă legislativă și vota legile, stabilea și controla taxele, decidea asupra stării de război și de pace și se întrunea din proprie inițiativă, fără a fi convocată. Independența sistemului judiciar era asigurată prin alegerea magistraților prin vot.
Adunarea Constituantă s-a despărțit pe 30 septembrie 1791 și a fost imediat înlocuită de Adunarea Legislativă.
Printre membrii ei cei mai influenți s-au numărat Robespierre, Mirabeau⁠(d), Barnave⁠(d), Cazalès⁠(d), Abatele Maury⁠(d), Duport-Dutertre⁠(d), Lafayette, membrii familiei Lameth⁠(d) și d'Arnaudat⁠(d).

### Soarta constituției
Scrisă în beneficiul cetățenilor celor mai înstăriți și concepută să rămână în vigoare timp de zece ani, această Constituție a rezistat doar până la insurecția din 10 august 1792. După marea fraternitate demonstrată în timpul Sărbătorii Federației⁠(d) (14 iulie 1790) s-au acumulat însă dificultăți:
- Constituția din 1791 fusese deja pusă sub semnul întrebării de fuga familiei regale și arestarea acesteia la Varennes⁠(d) (iunie 1791),
- Masacrul de la Champ-de-Mars⁠(d) (17 iulie 1791) au creat o falie ireconciliabilă între moderați (Feuillants⁠(d)) și iacobini,
- Puterile autoritare europene se îngrijorau de „dreptul popoarelor la autodeterminare” proclamat de Franța revoluționară.

În urma insurecției din 10 august, puterea a fost preluată de „Consiliul Executiv⁠(d)” al Adunării, deputați care au preluat puterea în lipsa unui statut juridic, și în lipsa sprijinului real din partea opiniei publice, și care au organizat noi alegeri⁠(d) cu vot universal masculin. Mai mulți deputați ai Adunării Naționale Constituante și ai Adunării Legislative au fost realeși în noul parlament, Convenția Națională. Întrunită în sesiune la 20 septembrie 1792, ea a devenit de facto noul guvern francez. Una dintre primele sale măsuri a fost abolirea monarhiei.

## Cronologie

### 1789
- 4 august: abolirea tuturor privilegiilor feudale
- 23 și 24 august: decretul care proclamă libertatea opiniilor religioase și libertatea presei
- 26 august: Declarația Drepturilor Omului și Cetățeanului
- 12 octombrie: mutarea Adunării Naționale la Paris
- 2 noiembrie: declarație prin care bunurile clerului au fost puse la dispoziția statului ca bun național
- 17 decembrie: crearea unei monezi de hârtie, numită assignat
- 22 decembrie: legea privind împărțirea Franței în departamente

### 1790
- 4 ianuarie: împărțirea regatului în 83 de departamente
- ianuarie 1790: emanciparea evreilor⁠(d) sefarzi din Avignon și din sud-vestul țării⁠(d)
- 13 februarie: suprimarea ordinelor monahale⁠(d)
- 17 martie: decret privind vânzarea activelor naționale până la strângerea a 400 de milioane
- 19 iunie: abolirea nobilimii ereditare
- 12 iulie: Constituția civilă a clerului
- Legea din 16 și 24 august 1790, care a fundamentat dualitatea dintre ordinele de jurisdicție administrativă și judiciară
- 27 noiembrie: decret referitor la depunerea jurământului de către orice funcționar public ecleziastic

### 1791
- 5 iunie: decret care elimină dreptul regelui de a grația
- 25 iunie: în urma fugii la Varennes⁠(d), regele a fost demis din îndatoririle sale regale
- 15 iulie: restaurarea funcțiilor regelui și stabilirea inviolabilității persoanei regelui
- 30 iulie: abolirea ordinelor cavalerești
- 3 septembrie: Prima constituție⁠(d) este adoptată de Adunarea Națională
- 27–28 septembrie: Emanciparea evreilor⁠(d): libertate deplină de cult și a activităților profesionale
- 1 octombrie: Adunarea Constituantă s-a dizolvat și a făcut loc Adunării Legislative